# Wereldkampioenschappen schaatsen allround 2000
Het wereldkampioenschappen schaatsen allround 2000 werd op 5 en 6 februari 2000 in het Pettit National Ice Center te Milwaukee gehouden.
Titelverdedigers waren de Wereldkampioenen van 1999 in Hamar. In het Vikingskipet werden de Duitse Gunda Niemann en Nederlander Rintje Ritsma kampioen.
De Duitse Claudia Pechstein en Nederlander Gianni Romme werden wereldkampioen.

## Vrouwentoernooi
Vierentwintig schaatssters, 13 uit Europa (Duitsland (4), Nederland (4), Noorwegen  (2), Rusland  (2) en Oostenrijk (1), 4 uit Noord-Amerika & Oceanië (Canada (3) en de Verenigde Staten (1), 7 uit Azië (Japan (3), China (2), Kazachstan (1) en Zuid-Korea (1), namen eraan deel. Zeven rijdsters debuteerden dit jaar.
Claudia Pechstein stond met haar achtste WK Allround deelname voor de vijfde opeenvolgende keer op het erepodium, na vier tweede plaatsen, werd ze nu de tweede Duitse wereldkampioene na de hereniging van Oost- en West-Duitsland. Haar landgenote Gunda Niemann-Kleemann stond met haar elfde deelname (de negende vrouw die dit aantal bereikte) voor de tiende keer op het erepodium, ze was daarmee de eerste vrouw die dit bereikte. Maki Tabata werd derde en was de derde Japanse die op het erepodium stond, Seiko Hashimoto (2e in '90, 3e in'92) en Mie Uehara (3e in '96) gingen haar voor.
De Nederlandse afvaardiging bestond dit jaar uit Renate Groenewold (5e), Tonny de Jong (6e), Annamarie Thomas (10e) en debutante Marieke Wijsman (14e).
Emese Hunyady (4e plaats) reed dit jaar haar vijftiende WK Allroundtoernooi en was daarmee de eerste vrouw die dit aantal bereikte.
Verrassend was de deelname van de Noorse Edel Therese Høiseth die zeventien jaar na haar debuut op het WK Allround haar vierde allroundtoernooi reed. Ze werd in 1983 23e en in 1985 en 1987 24e en dit jaar 19e. Nog verrassender was haar verovering van de gouden medaille op de 500m, de eerste afstandsmedaille voor Noorwegen sinds de bronzen medaille op de 3000m van Bjørg Eva Jensen op het WK van 1983, het jaar van haar debuut.

## Eindklassement

### Mannen
| Rang   | Schaatser            | Land             | Punten  | 500m       | 5000m         | 1500m        | 10.000m        |
| ------ | -------------------- | ---------------- | ------- | ---------- | ------------- | ------------ | -------------- |
| Goud   | Gianni Romme         | Nederland        | 153,277 | 37,68 (12) | 6.26,14 (1)   | 1.50,36 (4)  | 13.23,94 (1)   |
| Zilver | Ids Postma           | Nederland        | 155,433 | 36,56 (3)  | 6.40,89 (7)   | 1.50,28 (3)  | 14.00,48 (9)   |
| Brons  | Rintje Ritsma        | Nederland        | 155,822 | 37,20 (7)  | 6.40,70 (6)   | 1.50,46 (5)  | 13.54,65 (7)   |
| 4      | Bart Veldkamp        | België           | 156,072 | 38,39 (19) | 6.36,78 (3)   | 1.50,90 (7)  | 13.40,77 (2)   |
| 5      | Roberto Sighel       | Italië           | 156,380 | 37,49 (10) | 6.40,50 (5)   | 1.51,22 (8)  | 13.55,35 (8)   |
| 6      | Keiji Shirahata      | Japan            | 156,701 | 38,08 (16) | 6.38,88 (4)   | 1.52,42 (14) | 13.45,20 (4)   |
| 7      | Hiroyuki Noake       | Japan            | 156,771 | 37,11 (6)  | 6.42,73 (9)   | 1.50,60 (6)  | 14.10,45 (10)  |
| 8      | Frank Dittrich       | Duitsland        | 157,839 | 39,08 (23) | 6.36,02 (2)   | 1.54,17 (22) | 13.42,03 (3)   |
| 9      | Kevin Marshall       | Canada           | 157,914 | 37,20 (7)  | 6.46,01 (14)  | 1.51,78 (10) | 14.17,07 (11)  |
| 10     | Ådne Søndrål         | Noorwegen        | 158,108 | 36,08 (2)  | 6.54,08 (22)  | 1.47,85 (1)  | 14.53,41 *(12) |
| 11     | Knut Morgenstern     | Duitsland        | 158,354 | 38,30 (18) | 6.42,68 (8)   | 1.55,09 (23) | 13.48,46 (5)   |
| 12     | Martin Feigenwinter  | Zwitserland      | 161,339 | 40,35 (24) | 6.43,00 (10)  | 1.57,06 (24) | 13.53,38 (6)   |
| NC13   | Sergej Tsibenko      | Kazachstan       | 115,564 | 37,34 (9)  | 6.49,54 (19)  | 1.51,81 (11) |                |
| NC14   | Derek Parra          | Verenigde Staten | 115,630 | 37,49 (10) | 6.46,34 (15)  | 1.52,52 (15) |                |
| NC15   | Eskil Ervik          | Noorwegen        | 115,674 | 37,76 (13) | 6.47,74 (18)  | 1.51,42 (9)  |                |
| NC16   | KC Boutiette         | Verenigde Staten | 115,856 | 37,09 (5)  | 6.49,63 (20)  | 1.53,41 (19) |                |
| NC17   | Steven Elm           | Canada           | 116,004 | 37,81 (14) | 6.46,74 (16)  | 1.52,56 (16) |                |
| NC18   | Mark Knoll           | Canada           | 116,376 | 38,08 (16) | 6.45,16 (12)  | 1.53,34 (18) |                |
| NC19   | Vadim Sajutin        | Rusland          | 116,463 | 38,69 (21) | 6.43,13 (11)  | 1.52,38 (13) |                |
| NC20   | Petter Andersen      | Noorwegen        | 116,490 | 36,68 (4)  | 7.13,80 *(23) | 1.49,29 (2)  |                |
| NC21   | Takahiro Nozaki      | Japan            | 116,640 | 37,93 (15) | 6.51,64 (21)  | 1.52,64 (17) |                |
| NC22   | Paweł Zygmunt        | Polen            | 117,103 | 38,70 (22) | 6.45,43 (13)  | 1.53,58 (20) |                |
| NC23   | Marnix ten Kortenaar | Oostenrijk       | 117,256 | 38,62 (20) | 6.47,13 (17)  | 1.53,77 (21) |                |
| NC24   | Choi Jae-bong        | Zuid-Korea       | 117,439 | 36,01 (1)  | 7.21,29 (24)  | 1.51,90 (12) |                |

### Vrouwen
| Rang   | Schaatsster              | Land             | Punten  | 500m          | 3000m        | 1500m         | 5000m        |
| ------ | ------------------------ | ---------------- | ------- | ------------- | ------------ | ------------- | ------------ |
| Goud   | Claudia Pechstein        | Duitsland        | 163,830 | 40,18 (4)     | 4.06,44 (1)  | 1.59,97 (2)   | 7.05,87 (2)  |
| Zilver | Gunda Niemann-Stirnemann | Duitsland        | 163,985 | 40,43 (8)     | 4.06,83 (2)  | 2.00,62 (3)   | 7.02,11 (1)  |
| Brons  | Maki Tabata              | Japan            | 165,296 | 39,68 (2)     | 4.13,79 (3)  | 1.59,52 (1)   | 7.14,78 (3)  |
| 4      | Emese Hunyady            | Oostenrijk       | 168,287 | 39,78 (3)     | 4.16,43 (7)  | 2.01,12 (6)   | 7.33,96 (11) |
| 5      | Renate Groenewold        | Nederland        | 168,688 | 41,44 (18)    | 4.14,83 (4)  | 2.01,22 (7)   | 7.23,71 (5)  |
| 6      | Tonny de Jong            | Nederland        | 168,698 | 40,40 (7)     | 4.17,27 (10) | 2.02,52 (12)  | 7.25,80 (6)  |
| 7      | Svetlana Bazjanova       | Rusland          | 168,883 | 41,09 (16)    | 4.15,85 (5)  | 2.01,34 (8)   | 7.27,06 (7)  |
| 8      | Song Li                  | China            | 168,914 | 40,28 (5)     | 4.19,12 (14) | 2.01,11 (5)   | 7.30,78 (10) |
| 9      | Cindy Overland           | Canada           | 169,272 | 41,13 (17)    | 4.16,67 (9)  | 2.01,93 (11)  | 7.27,21 (8)  |
| 10     | Annamarie Thomas         | Nederland        | 169,681 | 40,46 (9)     | 4.18,17 (11) | 2.01,08 (4)   | 7.38,33 (12) |
| 11     | Ljoedmila Prokasjeva     | Kazachstan       | 170,547 | 41,81 (21)    | 4.16,50 (8)  | 2.03,00 (15)  | 7.29,87 (9)  |
| 12     | Anni Friesinger          | Duitsland        | 216,341 | 1.29,48 *(24) | 4.16,29 (6)  | 2.01,57 (9)   | 7.16,23 (4)  |
| NC13   | Cindy Klassen            | Canada           | 124,666 | 40,51 (10)    | 4.18,46 (13) | 2.03,24 (16)  |              |
| NC14   | Marieke Wijsman          | Nederland        | 124,737 | 40,30 (6)     | 4.23,35 (19) | 2.01,64 (10)  |              |
| NC15   | Varvara Barysjeva        | Rusland          | 124,882 | 40,84 (13)    | 4.19,18 (15) | 2.02,54 (13)  |              |
| NC16   | Jennifer Rodriguez       | Verenigde Staten | 125,457 | 40,86 (14)    | 4.21,97 (18) | 2.02,81 (14)  |              |
| NC17   | Daniela Anschütz         | Duitsland        | 126,352 | 41,71 (19)    | 4.20,68 (17) | 2.03,59 (17)  |              |
| NC18   | Kristina Groves          | Canada           | 126,436 | 41,95 (22)    | 4.18,24 (12) | 2.04,34 (18)  |              |
| NC19   | Edel Therese Høiseth     | Noorwegen        | 126,489 | 39,48 (1)     | 4.32,30 (24) | 2.04,88 (19)  |              |
| NC20   | Gao Yang                 | China            | 126,573 | 40,60 (12)    | 4.25,26 (20) | 2.05,29 (21)  |              |
| NC21   | Aki Narita               | Japan            | 127,163 | 41,74 (20)    | 4.20,12 (16) | 2.06,21 (22)  |              |
| NC22   | Chiharu Nozaki           | Japan            | 127,357 | 40,99 (15)    | 4.28,09 (21) | 2.05,06 (20)  |              |
| NC23   | Baek Eun-bi              | Zuid-Korea       | 130,967 | 42,01 (23)    | 4.29,47 (22) | 2.12,14 (23)  |              |
| NC24   | Ellen Kathrine Lie       | Noorwegen        | 138,214 | 40,57 (11)    | 4.31,07 (23) | 2.37,40 *(24) |              |

* = met val
NC = niet gekwalificeerd
NF = niet gefinisht
NS = niet gestart
DQ = gediskwalificeerd
Vet gezet = kampioenschapsrecord